# Robert Hooper (académico)
Robert Hooper (1563-1639) foi um académico inglês durante o século XVI.
Hooper formou-se BA no Balliol College, Oxford em 1558 e MA em 1560. Ele foi um companheiro de Magdalen de 1588 a 1603. Padre, ele teve uma residência em Fugglestone St Peter. Ele foi Mestre de Balliol de 1563 a 1570.